# Жетписбаев, Арман Шарипбаевич
Арма́н Шарипба́евич Жетписба́ев (каз. Арман Шәріпбайұлы Жетпісбаев; род. 24 апреля 1971, с. Куйбышева, Жуалынский район, Джамбульская область, Казахская ССР) — аким Шымкента (2008—2012), первый заместитель акима Туркестанской области (с 08.2020).

## Биография
Родился 24 апреля 1971 в селе Куйбышева Джамбульского района Джамбульской области, КазССР.
В 1993 окончил факультет «Промышленное и гражданское строительство» Казахского химико-технологического института, получив квалификацию инженер-строитель.
В 2002 окончил Казахский экономический университет имени Т. Рыскулова по специальности «Финансы и кредит», получив квалификацию экономист.
Трудовой путь начал в 1992 году каменщиком малого предприятия «Стройинвест», с 1994 по 1998 годы работал в различных коммерческих организациях: директором фирмы «Мистер Д и К», директором Казахско-Корейского СП «Шымкент-Тельбоне», директором научно-производственного предприятия «Энерготехсервис», директором ТОО «Интерсервис», с 1998 года — вице-президентом АО «Автосервис и торговля», вице-президентом АО «Алаугаз», затем директором ТОО «Алаутрансгаз», с 1999 года — директором АО «Южгаз», директором ТОО «Шымкентгаз».
С июля 1999 по апрель 2000 гг. — заместитель директора Шымкентского филиала ОАО «Казкоммерцбанк».
В 2002—2003 — директор Кызылординского филиала ОАО «Казкоммерцбанк», первый заместитель председателя правления акционерной компании «Казкоммерцбанк-Кыргызстан».
В 2003—2005 — исполнительный директор АО «Корпорация ARNA» (бывшая ОАО «Корпорация GPS» собственник шымкентской газонаполнительной станции Шымкентгаз), позже председатель Совета Директоров АО «Корпорация ARNA».
В 2005—2006 — директор государственного учреждения "Дирекция специальной экономической зоны «Онтустик».
В 2006—2008 — заместитель акима Южно-Казахстанской области.
С 19 февраля 2008 — Аким г.Шымкент.
С августа 2020 года — первый заместитель акима Туркестанской области.
В день рождения А.Жетписбаева 24 апреля 2012 года оставил пост акима г.Шымкент. По неподтверждённой версии причиной отставки послужило неудавшееся покушение, обстрел его автомобиля из автоматического оружия.

## Семья
Растит пятерых дочерей. Старшая дочь живет и учится в ОАЭ в одной из элитных школ города Дубая.
Братья — Джетписбаев Айдар Шарипбаевич (бывший директор ТОО "Газовое хозяйство «Шымкентгаз», ТОО «Вторнефтепродукты» дочка АО «ПетроКазахстан»), Джетписбаев Данияр Шарипбаевич — директор ТОО «СтройИнвест», Джетписбаев Мадьяр Шарипбаевич, сестра Джетписбаева Токжан Шарипбаевна — выпускница КИМЭПа.
- По утверждению самого Жетписбаева Армана он является родственником Героя Советского Союза Бауыржана Момышулы.